# نیوهیون (کنتیکت)
نیوهیوِن (New Haven) یکی از بزرگ‌ترین شهرهای ایالت کنتیکت در کشور آمریکا است.

## جغرافیا
از شهرهای ایالات متحده آمریکا در جنوب ایالت کنتیکت بر کرانه خلیج لانگ آیلند. این شهر از شرق و غرب به وسیله تپه‌هایی از ۱۰۷ تا ۱۲۰ متر دربرگرفته شده‌است.

## اقتصاد
میان سالهای ۱۶۳۷–۱۶۳۸ بنیان‌گذاری شد. دومین شهر این ایالت و از مراکز صنعتی می‌باشد. در اواخر قرن ۱۸ و اوایل قرن ۱۹ میلادی بندری مهم و مرکز اسلحه سازی، ساعت، آهن آلات، اسباب بازی و وسایل برقی بود. انستیتوها، کارخانه‌های تولید ساعت، آتش‌نشانی، تولیدات وسایل برقی، اسباب بازی و پوشاک، الوار، رنگ و فراورده‌های کشاورزی است. در سده ۱۷۰۰ و اوایل ۱۸۰۰ یک بندر فعال بود. هنگامی که کشتی‌های بخار جای کشتی‌های بادبانی را گرفت. این بندر طبیعی اهمیتش را از دست داد و تبدیل به یک شهر صنعتی شد. اما دیری نگذشت که اهمیت بندری خود را بازیافت.

## مراکز علمی و هنری
دانشگاه معروف ییل در این شهر قرار دارد. مرکز دانشگاه مهم و معروف ییل است و سومین شهر بزرگ ایالات به‌شمار می‌رود. زندگی فرهنگی دانشگاه ییل که از کهن‌ترین مدارس در ایالات متحده آمریکاست. دیگر مدارس شامل «کالج آلبرتوس مگنوس» و کالج ایالتی کنتیکت و دارای هفت کتابخانه عمومی، موزه و گالری‌های جالب از جمله موزه تاریخ طبیعی، دانشگاه هنر، گالری و مرکز طراحی و غیره است.

## جستارهای ویژه
- فرودگاه محلی توئید نیو هیون
- دانشگاه ییل
- کتابخانه دانشگاه ییل